# Тенгден ТБ-001
Тенгден ТБ-001 је кинеска беспилотна летелица коју је развила кинеска компанија Сичуан Тенгден. Корисник ове беспилотне летелице јесте Народноослободилачка војска Кине. Беспилотна летелица Тенгден ТБ-001 је намењена како извиђању, тако и борбеним задацима. Припада класи беспилотних летелица средње висине и велике даљине лета (MALE, Medium Altitude, Long Endurance).

## Дизајн и развој
Беспилотна летелица Тенгден ТБ-001 је јавности први пут представљена септембра 2017. године. Тенгден ТБ-001 поседује опто-електонску опрему, а може носити и наоружање у виду четири вођене ракете ваздух-земља или четири ласерски вођене бомбе. Компанија Сичуан Тенгден, која је развила ову беспилотну летелицу, основана је 2016. године. Верзија беспилотне летелице Тенгден ТБ-001  са три клипна мотора први пут је полетела 16. јануара 2020. године. Додатни клипни мотор налази се на репу беспилотне летелице. Максимална полетна маса повећана је са 2800 килограма на 3200 килограма, маса корисног терета повећана је са 1200 килограма на 1500 килограма, док је висина лета повећана са 8000 метара на 9500 метара. Максимална брзина нове варијанте беспилотне летелице Тенгден ТБ-001 је 300 km/h, док брзина пењања износи 10 m/s. Дужина беспилотне летелице је са 10 метара повећана на 11 метара. У ваздуху може остати до 35 сати.

## Корисници
- НР Кина